# Ordesa y Monte Perdido Nationalpark
Ordesa y Monte Perdido National Park er en IUCN kategori II nationalpark beliggende i provinsen Huesca i Pyrenæerne i Spanien. Der har været nationalpark i Ordesadalen siden 1918. Det beskyttede område blev udvidet i 1982 til at omfatte 156,08 km².
Området har siden 1997 været udpeget til biosfærereservat af UNESCO med navnet Biosphere Reserve of Ordesa-Viñamala.
Samme år blev det indlemmet i det grænseoverskridende verdensnaturarvsområde Pyrénées - Mont Perdu World Heritage Site.
Parkens områder ligger i kommunerne Torla, Broto, Fanlo, Tella-Sin, Puértolas og Bielsa.

## Flora
I højderne mellem 1.500-1.700 meter er der omfattende skove med bøg (Fagus sylvatica), almindelig ædelgran (Abies alba), skovfyr (Pinus sylvestris), ege (Quercus subpyrenaica), og mindre bestande af vortebirk (Betula pendula), ask (Fraxinus excelsior), pil (Salix angustifolia). I højder op til 2.000 m, dominerer bjergfyr (Pinus uncinata). Op til 1.800 m, findes buskaser af Almindelig buksbom (Buxus sempervirens). I højderne fra 1.700 til 3.000 meter, er der mange endemiske arter som Borderea pyrenaica, Campanula cochleariifolia, Ramonda myconi, Silene borderei, Androsace cylindrica, Pinguicula longifolia, Petrocoptis crassifolia etc. Edelweiss (Leontopodium alpinum) er et af nationalparkens symboler.

## Fauna
De vigtigste arter i nationalparken er bucardo eller Iberisk stenbuk som blev erklæret uddød i 2000, trods en kraftig bevaringsindsats. Pyrenæisk gemse er en gedeantilope. Der er også arter som alpemurmeldyr, vildsvin og pyrenæisk desman (Galemys pyrenaicus), og store fugle som kongeørn, lammegrib, gåsegrib, høge og ugler.

## Historie
Et areal på 21 km² i Ordesa Valley blev ved kongeligt dekret erklæret som Nationalpark 16. august 1918. 13. juli 1982, blev den udvidet til det nuværende 156.08 km² og det officielle navn blev ændret til Parque nacional de Ordesa y Monte Perdido.

## Billeder
- Cirque de Soaso, med Cilindro de Marboré, Monte Perdido og Soum de Ramond (fra venstre mod højre)
- Nordsiden af La Brèche de Roland
- Cirque de Soaso og Hestehalen
- Sti i parken
- Monte Perdido
- Nordvestsiden af Cirque of Soaso

## Eksterne kilder og henvisninger
1. ↑  
"Ordesa-Viñamala Biosphere Reserve, Spain". unesco.org. 1977. Arkiveret fra originalen 6. marts 2023. Hentet 21. april 2023.
2. ↑  "Pyrenees-Mont Perdu". United Nations Environment Program - World Conservation Monitoring Centre. januar 2000. Arkiveret fra originalen 2008-07-18. Hentet 2008-08-12.

- Wikimedia Commons har flere filer relateret til Ordesa y Monte Perdido Nationalpark
- Official website, from the Spanish Ministry of Environment Arkiveret 25. august 2006 hos  Wayback Machine
- Birding itinerary and sounds of Ordesa National Park

- Oprettet hovedsageligt efter ver 750378399 på engelsk wikipedia

42°40′18″N 0°3′20″Ø / 42.67167°N 0.05556°Ø